# اسوتلانا کولسنیچنکو
اسوتلانا کولسنیچنکو (روسی: Светлана Константиновна Колесниченко؛ زادهٔ ۲۰ سپتامبر ۱۹۹۳) شناگر شنای موزون اهل روسیه است.
وی همچنین برندهٔ جوایزی همچون نشان دوستی شده‌است.
وی در مسابقات کشوری و بین‌المللی در مجموع برندهٔ ۲۷ مدال طلا شده‌است.